# Sant Martí i el pobre (Capella de San José)
Sant Martí i el pobre és una obra d'El Greco, realitzada a l'oli sobre tela entre el 1597 i el 1599. L'original, que va ser venut l'any 1906 i substituït per una còpia, consta amb el número 18 en el catàleg raonat fet per Harold Wethey

## Anàlisi de l'obra
Signat amb lletres cursives gregues a la part inferior dreta: δομήνικος Θεοτοκóπουλος ε'ποíει (doménikos theotokópoulos e`poíei)
Oli sobre llenç; 193 x 103 cm.; National Gallery of Art, Washington DC.
Aquesta obra va ser concebuda com a part del programa decoratiu de la Capella de Sant Josep a Toledo. Va ser realitzada per agradar al donant, Martín Ramírez, i per recordar la seva dedicació a les obres de caritat. Per aquest motiu, El Greco mostra sant Martí socorrent un captaire, a l'esquerra de la composició.
En aquest llenç tot és callat i suau, mentre que el colorit és alegre, basat en una harmonia de verds, blaus, grisos i blancs platejats, la qual cosa dona a l'escena un aire proper a un conte infantil. El pintor representa Sant Martí de Tours sobre un hermós cavall blanc. Martí va vestit a la moda del segle xvi, amb una mitja armadura damasquinada en daurat, escarolat al coll, greguescos (mena de calces) i una sumptuosa capa verda. El seu rostre és gairebé el d'un adolescent, i mentre parteix la capa no mira el captaire, sinó que sembla absort en el sentit de la seva acció. El captaire és esprimatxat, va descalç, porta un embenat a la cama dreta i va nu, només cobert per un extrem de la capa. Existíen varis precedents per al model del cavall, tant espanyols com italians, i també hom ha comentat que aquesta figura podia haver servit de model per al Retrat eqüestre del duc de Lerma, de Peter Paul Rubens.
Harold Wethey considera aquest llenç una de les millors realitzacions d'El Greco, i infinitament millor que cap de les cinc rèpliques que se´n conserven. El pintor representa les figures de Sant Martí de Tours, el captaire i el cavall retallades davant un esplèndid celatge blau. Al rerefons, veiem una molt transformada silueta de la ciutat de Toledo, on són especialment remarcables el Pont d'Alcàntara i el Castell de San Servando. El paisatge brilla amb espurnes de llum blanca que parpelleja sobre el verd profund de la vegetació.
A la part inferior dreta és possible adivinar l'anomenada "isla de Antolínez" i és perfectament visible una sínia de les moltes que aleshores hi havia a aquesta part del Tajo, on existía una activitat tèxtil important.

## Situació dins el conjunt
- Retaule lateral situat al Costat de l'Epístola, a la dreta de l'espectador. (la còpia que substitueix l'original)

## Procedència
- Capilla de San José, Toledo, fins a l'any 1906.
- Widener Collection, Filadèlfia
- National Gallery of Art, Washington